# Moisiej Sładkiewicz
Moisiej Iosifowicz Sładkiewicz (ros. Моисей Иосифович Сладкевич, ur. 1906 we wsi Janowicze k. Suraża w guberni witebskiej, zm. 1980) – był radziecki generał poruczniki i funkcjonariusze NKWD.

## Życiorys
Od 1923 do 1926 był kursantem szkoły kawalerii, później dowodził plutonem w 51 pułku kawalerii, od 1931 służył w wojskach OGPU jako dowódca plutonu 12 pułku kawalerii. Wykładał w szkole ochrony pogranicznej i wojsk OGPU, a następnie NKWD. W latach 1936–1939 był słuchaczem Akademii Wojskowej im. Frunzego, 1939-1941 pełnił funkcję szefa sztabu wojsk NKWD ds. ochrony obiektów kolejowych, a od marca do sierpnia 1941 zastępcy szefa Głównego Zarządu Wojsk NKWD ds. ochrony obiektów kolejowych i szczególnie ważnych przedsiębiorstw przemysłowych. Od sierpnia 1941 do kwietnia 1942 był zastępcą szefa Głównego Zarządu Wojsk NKWD ZSRR, jednocześnie w październiku 1941 szefem kaszyrskiego sektora Moskiewskiej Strefy Obrony, 1942-1944 był zastępcą szefa Głównego Zarządu Wojsk NKWD ZSRR ds. ochrony dróg kolejowych, a 1944-1949 zastępcą szefa Głównego Zarządu Wojsk Wewnętrznych NKWD ZSRR/MWD ZSRR (faktycznie pełnił obowiązki szefa tego Zarządu). Od 1949 do 1953 kierował wojskami wewnętrznymi MGB ZSRR w Niemczech, od marca do sierpnia 1953 był szefem sztabu Wojsk Wewnętrznych MWD ZSRR, a 1953-1960 szefem działu Wojskowego Instytutu MWD ZSRR. Później pracował w Instytucie Ekonomii Światowej i Stosunków Międzynarodowych Akademii Nauk ZSRR jako kandydat nauk ekonomicznych.